# Північна Корея на зимових Олімпійських іграх 1992
Північну Корею на зимових Олімпійських іграх 1992 представляли 20 спортсменів в 5 видах спорту.

## Медалісти
| Медаль | Спортсмен   | Вид спорту | Дисципліна  | Дата |
| ------ | ----------- | ---------- | ----------- | ---- |
| Бронза | Хван Оксіль | Шорт-трек  | Жінки 500 м |      |